# Corps-Nuds
Corps-Nuds är en kommun i departementet Ille-et-Vilaine i regionen Bretagne i nordvästra Frankrike. Kommunen ligger i kantonen Janzé som tillhör arrondissementet Rennes. År 2022 hade Corps-Nuds 3 555 invånare.

## Befolkningsutveckling
Antalet invånare i kommunen Corps-Nuds
Referens:INSEE